# Voto (Roma Antiga)

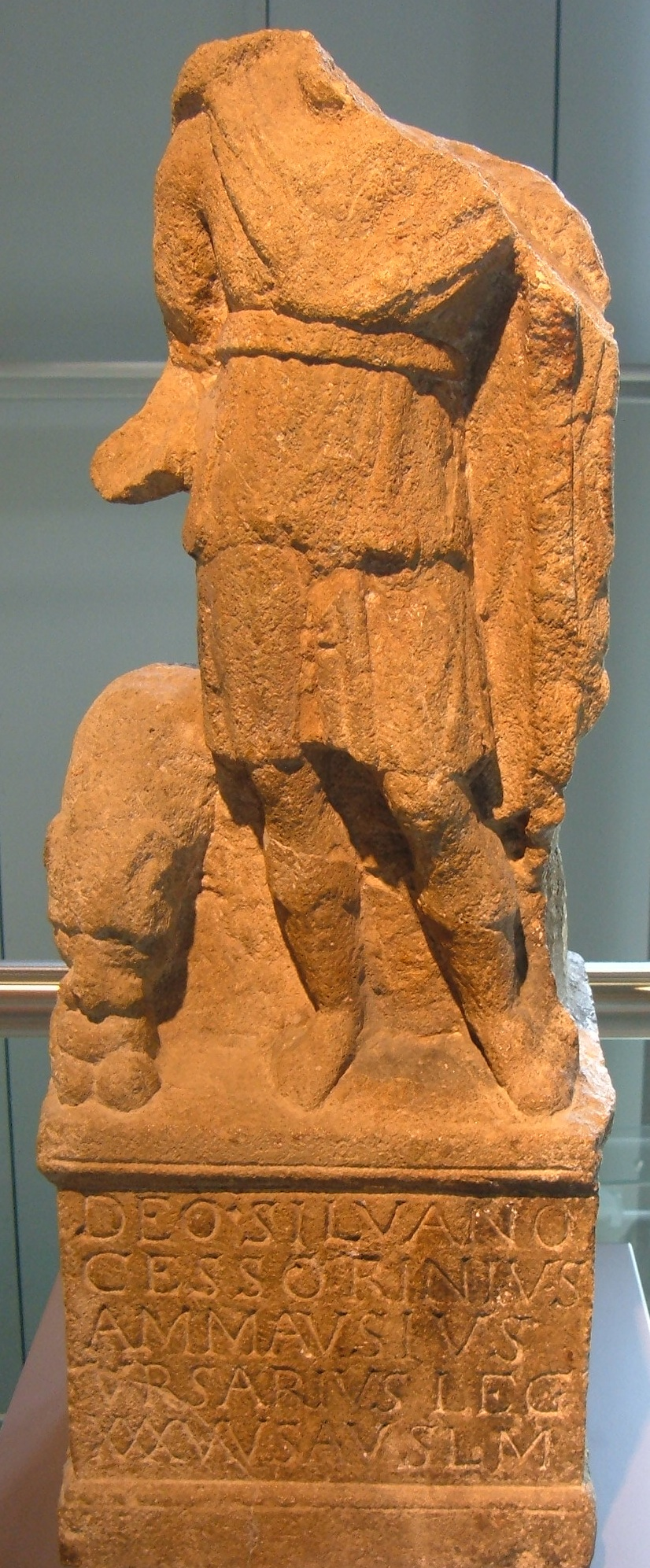
Estátua votiva para o deus Silvano; a inscrição termina com a abreviação V.S.L.M. (votum solvit libens merito)

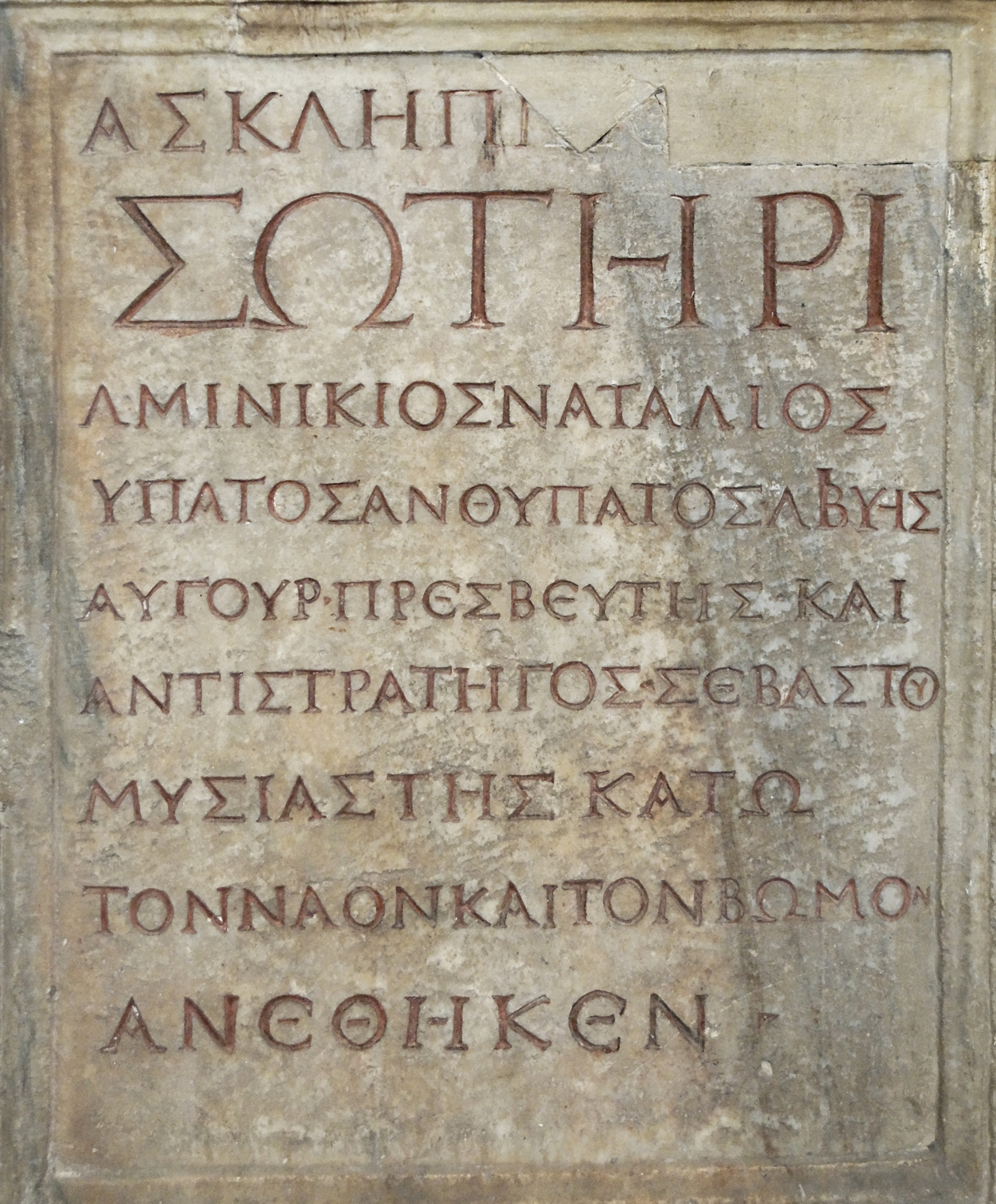
Voto grego num altar a Esculápio pelo cônsul Lúcio Minúcio Natal

Voto (em latim: Votum; pl. vota), na religião da Roma Antiga, era um promessa ou voto feito a uma divindade. A palavra deriva do particípio passado do verbo latino voveo, vovere. Como resultado desta ação verbal, um voto também é aquele que cumpre-o, ou seja, a coisa prometida, tal como ofertas, uma estátua, ou mesmo um edifício do templo. O voto é assim um aspecto da natureza contratual da religião romana, uma negociação expressa por do ut des, "Eu dou aquilo [que] você pode dar".

## Votos privados
Na vida cotidiana, indivíduos realizavam oferendas votivas à divindade para assuntos privados. Votos privados (em latim: vota privata) são atestados em abundância por inscrições, particularmente no período imperial tardio. Estes são regularmente marcados pelo proprietário com as letra V.S.L.M., ou seja, votum solvit libens merito, indicando que "Ele cumpriu sua promessa, de bom grado, como deveria". William Warde Fowler descobriu nestas oferendas "expressões de ... sentimento religioso" e uma gratidão pelas dádivas recebidas que vão mais fundo que formalismo contratual.

## Votos militares
Durante o período republicano, o voto era parte regular das cerimônias conduzidas no Capitólio por um general que ostentasse imperium antes de exibi-lo. O triunfo com sua dedicação de espólios e animais sacrificados no Capitólio era parte do cumprimento de tal voto. Um general que enfrentava resultado duvidoso em batalha podia fazer um voto no campo prometendo construir um templo em gratidão pela ajuda divina na vitória. Em 311 a.C., por exemplo, Caio Júnio Bubulco tornou-se o primeiro general plebeu a jurar e inspecionar a construção dum templo; ele honrou-o à deusa Salo, "Salvação". Um voto também podia ser feito em conexão ao ritual de evocação, negociações com a divindade tutelar do inimigo para oferecer culto superior. Uma forma extrema de voto foi a devoção, o ritual no qual o general sacrificou-se em batalha e solicitou às divindades ctônicas que levassem o inimigo como oferendas junto dele.

## Voto público
Na república, vota pro salute rei publicae ("votos para a segurança da república") foram oferecidos no começo do ano, no dia que os cônsules tomaram ofício. Sob o império, as pessoas reuniam-se em 3 de janeiro para oferecer votos coletivos para a salus ("saúde, segurança, bem-estar") do imperador. Oferendas foram feitas para Júpiter, Juno, Salo, e às vezes outras divindades. Estes votos originaram-se em 30 a.C., quando o senado decretou votos em nome de Otaviano (depois Augusto) como príncipe.
Os votos para o Estado continuaram em 1 de janeiro, enquanto estes em nome do imperador e sua família foram fixados em 3 de janeiro. Em Roma, estas cerimônias foram conduzidas pelos cônsules e pontífices, e nas províncias pelos governadores e sacerdotes e oficiais locais. Eles continuaram mesmo após o cristianismo ter se tornado a religião oficial do império, e possivelmente tão tarde quanto o século VI. Devido ao fato dos votos serem tanto afirmações de lealdade política quanto expressões religiosas, eles dificilmente seriam abolidos sem minar a aura sagrada da autoridade do imperador.[a]